# Apel Vitzthum der Jüngere
Apel Vitzthum der Jüngere zu Tannroda (* vor 1425; † 1475) war ein deutscher Ritter.
Er entstammt dem alten Thüringer Adelsgeschlecht Vitzthum. Sein Vater war Apel Vitzthum der Ältere zu Tannroda, seine Mutter Klara von Beerwalde. Die Familie besaß bis 1376 die Burg in Burgscheidungen und nach 1371 auch die Wasserburg Niederroßla.
Nach einer Erbteilung um 1400 bildeten sich die zwei Linien Roßla und Tannroda heraus, wobei Letztere ab 1410 im Besitz der Burg Kriebstein, 1418 zu Tannroda und 1423 zu Nebra erscheint. Die Linie Roßla besaß hingegen Dornburg, Laucha, Klöden, Lichtenwalde, Kapellendorf usw. Die Familie zählte zu den mächtigsten und reichsten Adelsgeschlechtern der damaligen Zeit.
Apel der Jüngere erscheint zuerst 1426, nachdem sein Vater, der 1422 als Obermarschall genannt wird, gestorben war. Neben Tannroda und Kriebstein erwarb er 1462 auch Dornburg, wurde aber 1465 vertrieben.
Im Sächsischen Bruderkrieg, er war Vasall beider Parteien, verstand er es, trotz der negativen Rolle seiner Vettern aus der Roßlaer Linie (Apel Vitzthum der Ältere, Busso Vitzthum und Bernhard Vitzthum), eine relativ neutrale Rolle zu spielen. Der Kurfürst hatte zwar Apels erbliche Gebiete (z. B. das Rittergut Schweikersheim und Kriebstein) ab 1446 als feindliches Gebiet betrachtet, beließ ihn aber nach Kriegsende im Besitz selbiger, während die Vettern vertrieben wurden.
1459 verkaufte er Kriebstein mitsamt der Stadt Waldheim, Hartha und allen Dörfern an Ritter Hans von Maltitz zu Dahlen und Otto Spiegel zu Gruna bei Eilenburg. 1465 fiel Tannroda an die durch Apels Schwester Else verschwägerten Grafen von Gleichen.
Aus seiner Ehe mit Cecilie von Bibra sind drei Kinder bekannt: Ritter Melchior († um 1470), Philipp († 1497) und Klara, eine Nonne in Gotha.

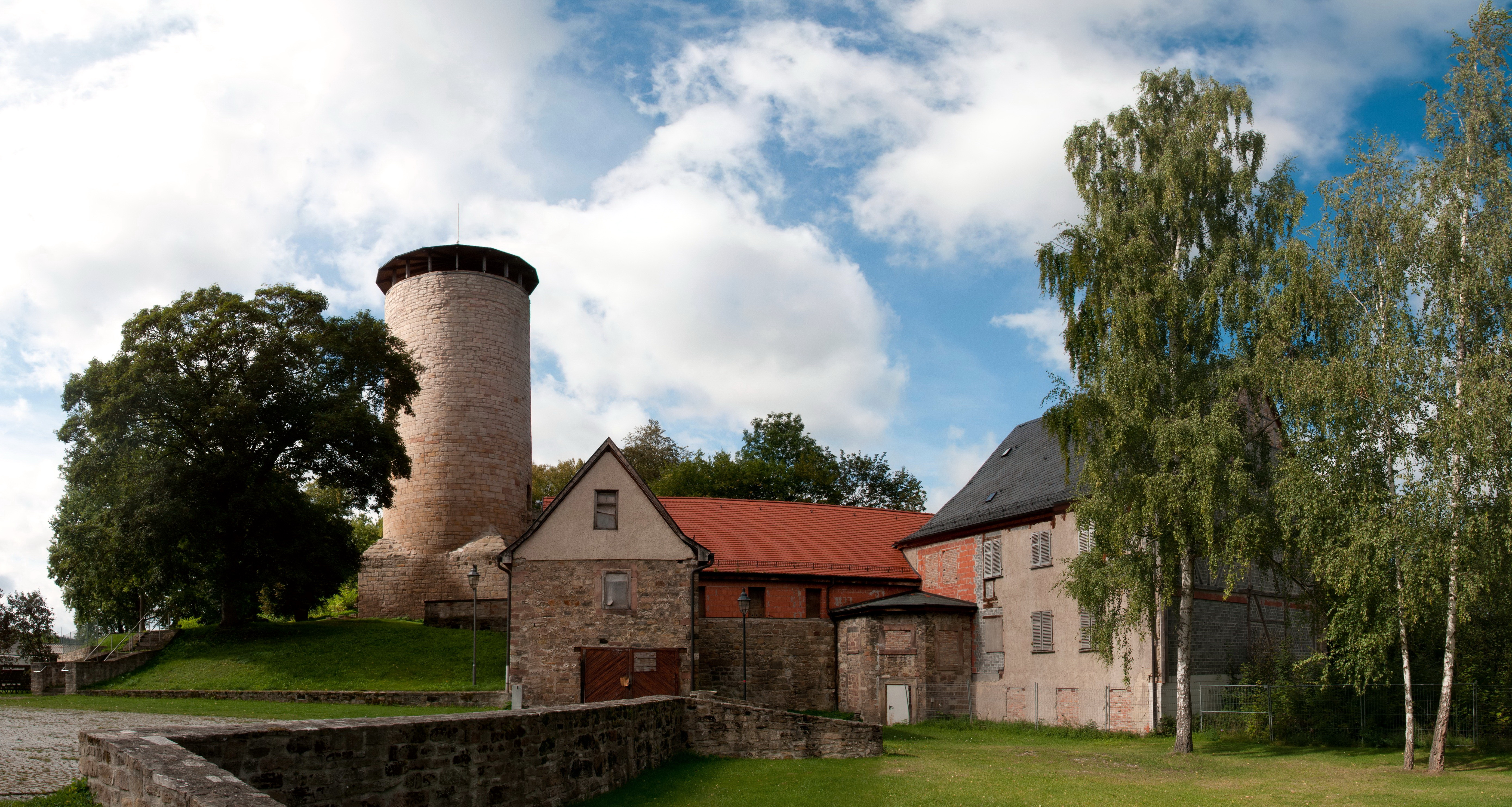
Burg Tannroda
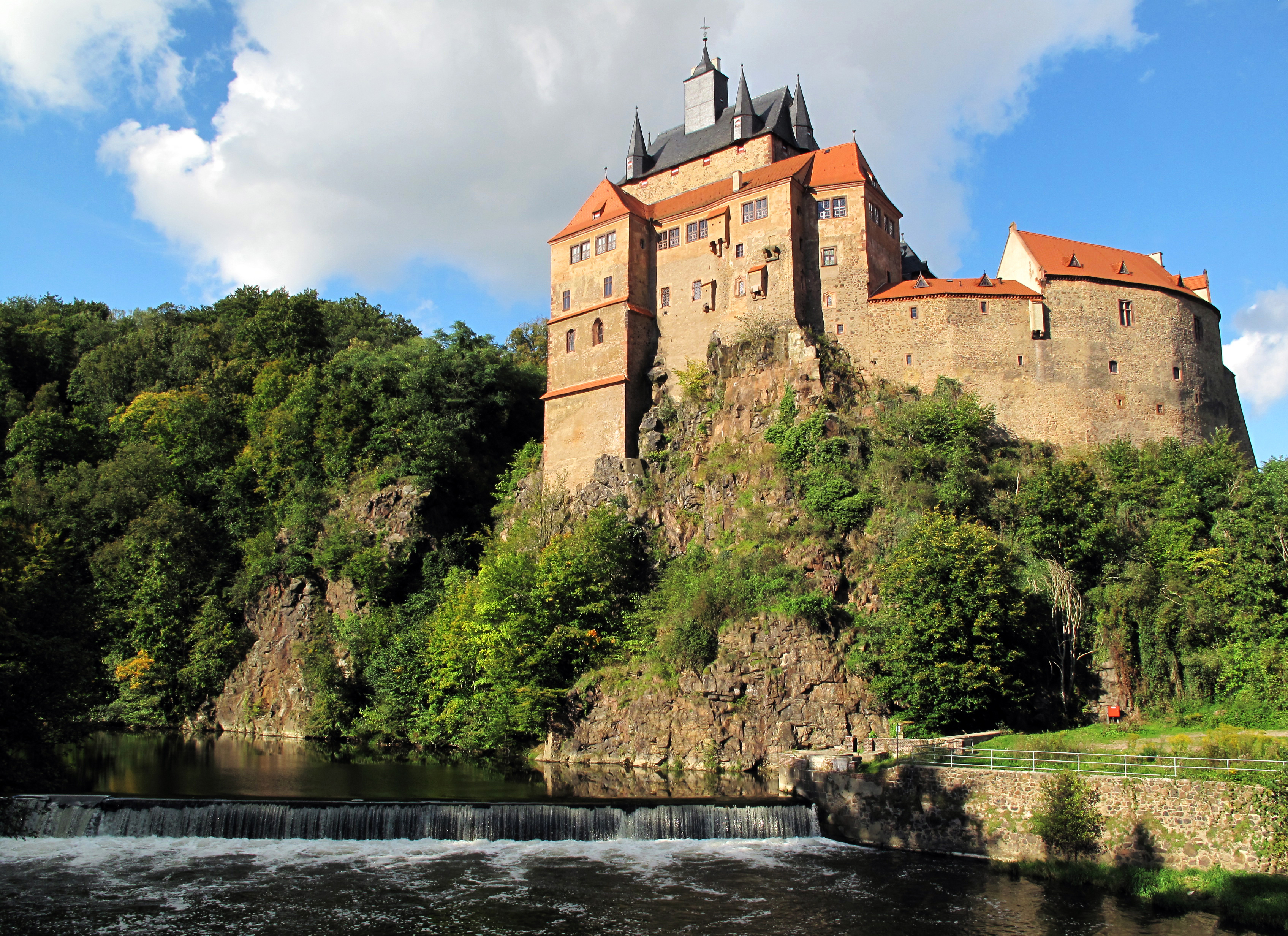
Burg Kriebstein